# Anzündkamin

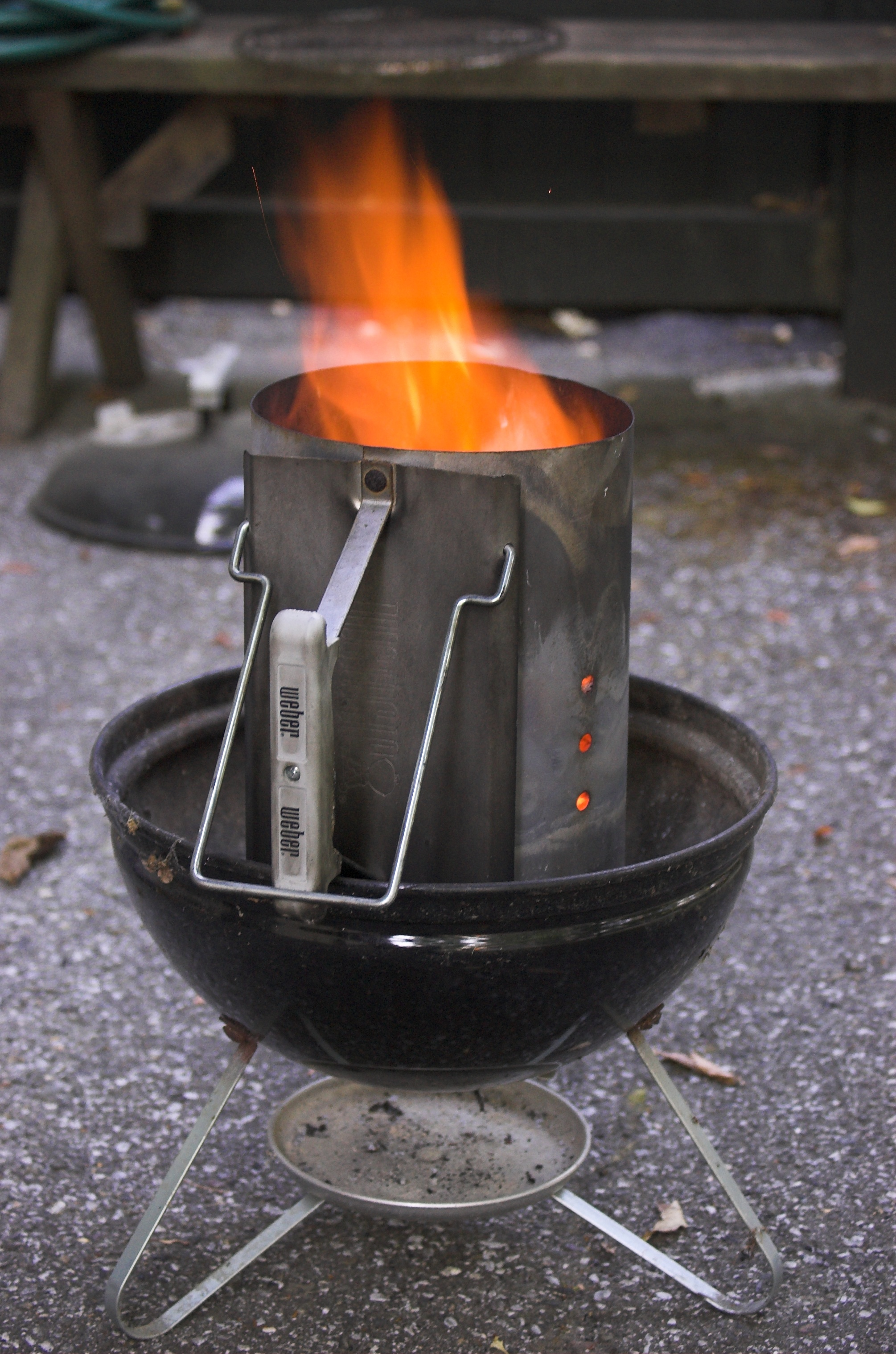
Einfacher Anzündkamin in Minikugelgrill

Ein Anzündkamin ist ein Werkzeug zum Anzünden von Holzkohle, Holzkohlebriketts oder (seltener) Feuerholz in der Vorbereitung zum Grillen.

## Aufbau
Der Anzündkamin besteht aus einem Blechrohr mit Belüftungsöffnungen im unteren Bereich, einer gelochten Brennmaterialauflage (oder alternativ einem Drahtrost) sowie einem Griff mit Hitzeschild.

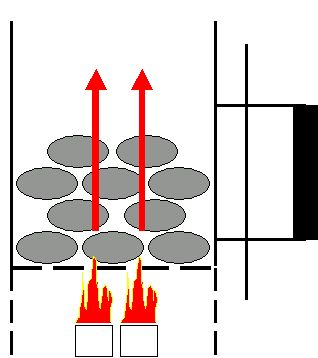
Schematischer Aufbau eines Anzündkamins

## Funktionsweise und Handhabung
In den oberen Teil des Anzündkamins wird das Brennmaterial (in der Regel Holzkohle oder Holzkohlebriketts) gefüllt, das dann auf der gelochten Auflage liegt. In den unteren Teil kommt leicht entzündliches Material (z. B. Küchenpapier oder Grillanzünder), das angezündet wird. Der Anzündkamin sollte dabei auf einer feuerfesten Unterlage stehen, z. B. dem Kohlerost des Grills.

Durch den Kamineffekt werden die Flammen der Anzünder und die heißen Gase durch die gelochte Auflage nach oben in den Anzündkamin gesaugt. Das Brennmaterial fängt schnell an zu glühen, und zwar von unten nach oben. Auch nach Ausbrennen der Grillanzünder oder des Papiers unter dem Anzündkamin glühen die Kohleschichten weiter nach oben hin durch.

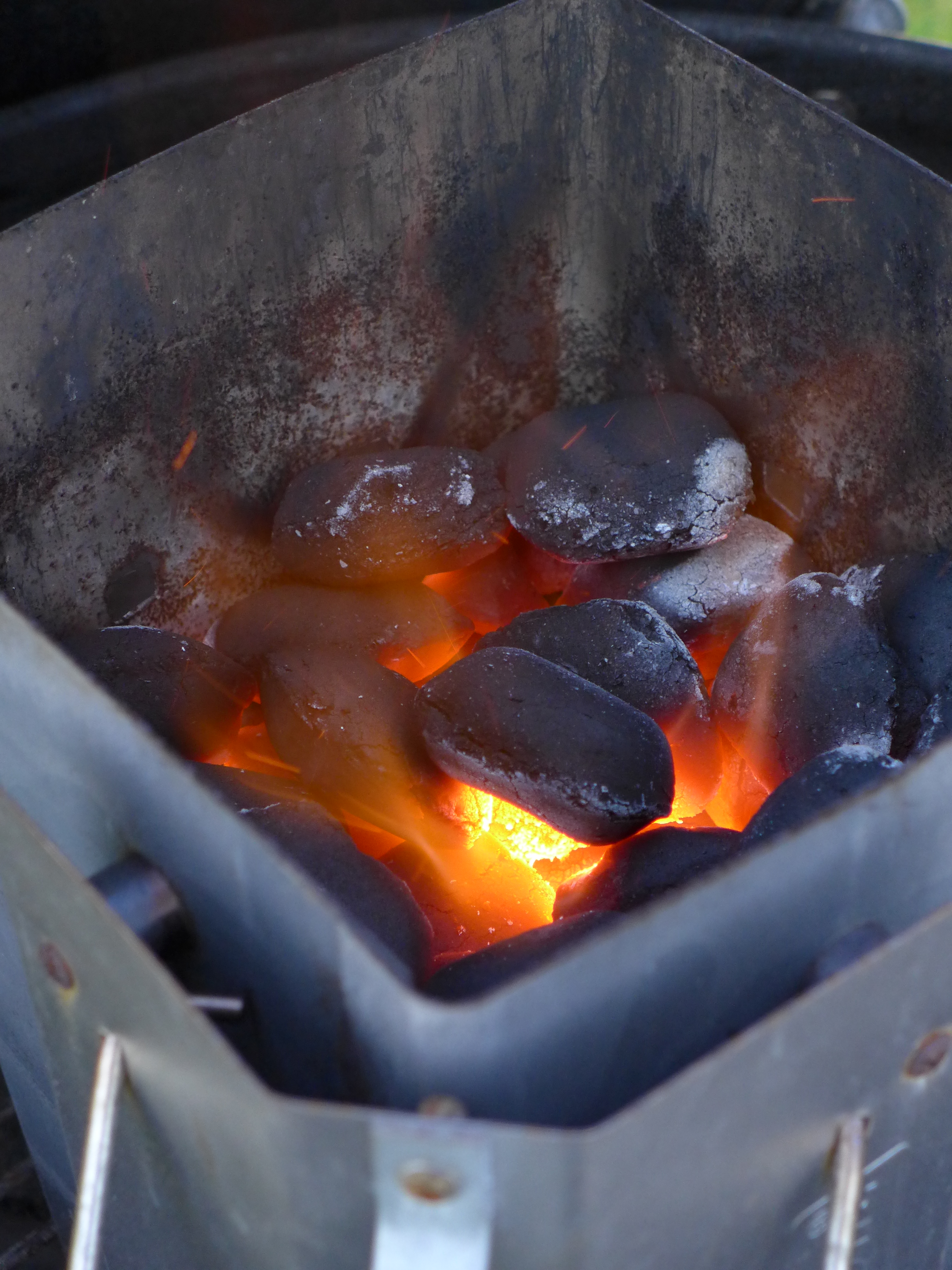
Anglühende Holzkohlebriketts

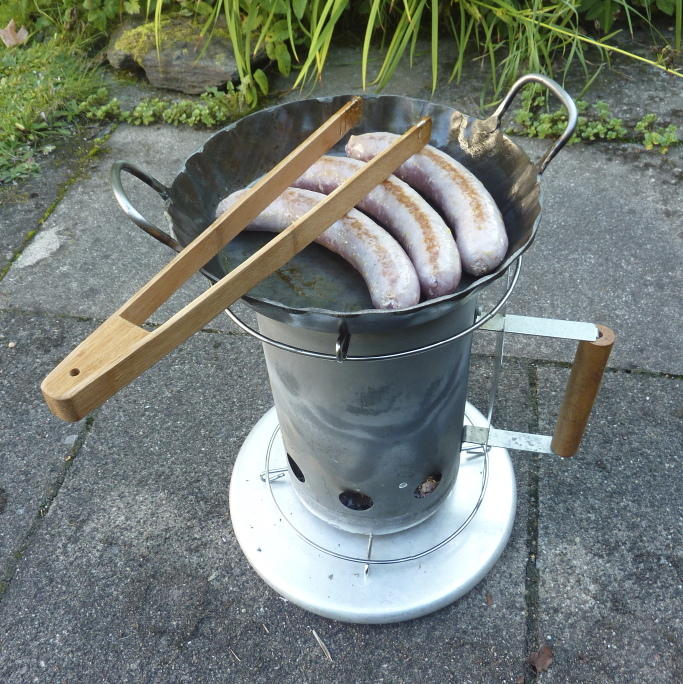
Ein Anzündkamin, ergänzt um zwei runde Backroste, zweckentfremdet als Hobokocher. Auf dem Kocher eine frisch eingebratene Pfanne aus Schmiedeeisen

Ein komplett gefüllter Anzündkamin ist je nach Größe und Beschaffenheit des Brennmaterials nach 15–35 Minuten (Holzkohle 15–20 Minuten, Holzkohlebriketts 25–35 Minuten) durchgeglüht. Das Brennmaterial ist zum Grillen bereit, wenn die oberste Lage mit einer weiß-grauen Ascheschicht überzogen ist, und kann nun in den Grill geschüttet werden.

## Vor- und Nachteile
Ein Anzündkamin stellt eine vergleichsweise sichere Methode dar, ein Grillfeuer zu entfachen. Im Gegensatz zum Umgang mit Brennspiritus, Benzin oder anderen Brandbeschleunigern gibt es bei richtiger Verwendung keine Gefahr von Verpuffungen oder Stichflammen, die schwere Verbrennungen und sogar tödliche Unfälle auslösen können.
Allerdings ist auch beim Umgang mit einem Anzündkamin Vorsicht geboten: Abgesehen vom Griff ist der heiße Behälter nicht vor Berührung geschützt, sodass es beim Hantieren zu Verbrennungen kommen kann. Das gilt besonders, wenn der Anzündkamin gefüllt und damit schwer ist. Das Tragen eines Hitzeschutzhandschuhs wird daher empfohlen. Zudem kommt es beim Schütten der glühenden Kohle in den Grill häufig zu Funkenflug.
Im Vergleich zu anderen Anzündmethoden kann mit einem korrekt bedienten Anzündkamin viel Zeit eingespart werden, der Grill ist viel schneller bereit, um belegt zu werden. Dies ist insbesondere von Vorteil, wenn über längere Zeit gegrillt werden soll: Durch die Verwendung eines Anzündkamins kann auch während des laufenden Grillbetriebes ständig fertig durchgeglühte Kohle zum Auffüllen des Grills bereitgehalten werden, sodass keine Wartezeiten entstehen.
Außerdem ist durch die kompakte Schichtung des Brennmaterials während des Anzündvorgangs eine gleichmäßige Glut begünstigt. Zusätzliches Zuführen von Sauerstoff durch Fächeln etc. ist nicht notwendig. Mit Hilfe eines Anzündkamins entzündet sich die Kohle auch bei feuchter Witterung schnell und gleichmäßig.
Einen weiteren Pluspunkt stellt der gesundheitliche Aspekt dar. Selbst wenn Anzündhilfen verwendet werden, kommen diese nicht direkt mit der Kohle in Kontakt und die Abgase der Anzündhilfen können nicht das Grillgut erfassen.